# The Blue Lagoon (pel·lícula de 1949)
The Blue Lagoon és una pel·lícula britànica romàntica i d'aventures produïda i dirigida en 1949 per Frank Launder, protagonitzada per Jean Simmons i Donald Houston. El guió va ser adaptat per John Baines, Michael Hogan i Frank Launder de la novel·la The Blue Lagoon de Henry De Vere Stacpoole. La banda sonora original fou composta per Clifton Parker i la fotografia era de Geoffrey Unsworth.
La pel·lícula narra la història de dos nens nàufrags en una illa paradisíaca tropical al Pacífic Sud. Els sentiments emocionals i els canvis físics sorgeixen a mesura que creixen fins a la maduresa i s'enamoren. La pel·lícula té importants similituds temàtiques amb el relat bíblic sobre Adam i Eva.

## Argument
En 1904, Emmaline Foster i Michael Reynolds, dos nens britànics, són els supervivents d'un naufragi al Pacífic Sud. Després de dies a la deriva, són llançats una exuberant illa tropical en companyia del gentil vell mariner Paddy Button. Amb el temps, Paddy mor d'una borratxera, deixant Emmaline i Michael tots sols. Junts sobreviuen únicament a la seva capacitat de recursos i a la bondat del seu remot paradís.
10 anys després, Emmaline i Michael es converteixen dos adolescents atlètics i nubils. Finalment, la seva relació, més o menys en la línia de germà i germana de la seva joventut, floreix en amor i després en passió. Emmaline i Michael tenen un nen, i conviuen com a marit i muller de dret comú, contents de la seva solitud. Però el seu matrimoni es veu amenaçat per l'arribada de dos comerciants malvats, que obliguen Michael a bussejar per perles a punta de pistula, abans de matar-se l'un a l'altre.
Emmaline recorda del món exterior i vol sortir de l'illa. Ella tem pel nen si ella i Michael morissin i comença a pensar en el seu futur. Michael finalment cedeix la seva súplica i empaqueten un petit vaixell i marxen de l'illa. Però queden a la deriva en mig de l'oceà. Els troba un vaixell britànic, però la pel·lícula mostra de manera ambigua la seva sort.

## Repartiment
| Actor               | Paper              |
| ------------------- | ------------------ |
| Jean Simmons        | Emmaline Foster    |
| Donald Houston      | Michael Reynolds   |
| Susan Stranks       | Emmaline (jove)    |
| Peter Rudolph Jones | Michael (jove)     |
| Noel Purcell        | Paddy Button       |
| James Hayter        | Dr. Murdock        |
| Cyril Cusack        | James Carter       |
| Nora Nicholson      | Mrs. Stannard      |
| Maurice Denham      | Capità del vaixell |
| Philip Stainton     | Mr. Ansty          |
| Patrick Barr        | Second Mate        |
| Lyn Evans           | Trotter            |
| Russell Waters      | Craggs             |
| John Boxer          | Nick Corbett       |
| Bill Raymond        | Marsden            |

## Antecedents i producció
La pel·lícula va ser una adaptació d'una novel·la que ka havia estat rodada el 1923.
Herbert Wilcox va comprar els drets de la novel·la el 1935 i va anunciar que la faria com a part d'una sèrie de pel·lícules. Va fer filmada en color a Honolulu.
Tot i això, no va fer la pel·lícula i la va vendre a Gainsborough Pictures per recomanació de Frank Launder, que sempre va admirar la novel·la. Gainsborough va anunciar la pel·lícula en 1938 com a part d'una sèrie de 10 pel·lícules. Els protagonistes havien de ser Michael Redgrave i Margaret Lockwood que havien aparegut a la pel·lícula de Gainsborough Alarma a l'exprés; Will Fyffe era el coprotagonista. En 1939 es va anunciar que Gainsborough faria la pel·lícula com a coproducció amb 20th Century Fox i que Lockwood la protagonitzaria amb Richard Greene, sota contracte de la Fox. Els plans per fer la pel·lícula es van ajornar a causa de la guerra.
El projecte es va reactivar després de la guerra i es va anunciar el 1947 amb Frank Launder adjunt a la direcció. Es van fer cerques extenses per la ubicació abans de decidir fer la pel·lícula a Fiji.
Els plans per fer la pel·lícula es van ajornar a causa de les dificultats de la moneda britànica, però finalment es van tornar a activar els plans.

### Canvis de la novel·la
Els malvats comerciants foren inventts per a aquesta pel·lícula i no formen part de la novel·la.

### Casting
Jean Simmons es va incorporar al projecte des del començament arran del seu èxit a Great Expectations (1946).
Donald Houston fou seleccionat com a protagonista masculí entre més de 5.000 sol·licitants, 100 dels quals van ser provats a pantalla.

### Rodatge
La pel·lícula va ser rodada a Fiji, illes Yasawa, i als Estudis Pinewood, Iver Heath, Buckinghamshire, England.
Al desembre, un avió lleuger que transportava Leslie Gilliat, el productor i germà de Sidney Gilliat, es va estavellar contra un riu prop de Suva. Tant Gilliat com el pilot van escapar il·lesos.
Simmons va sortir d'Anglaterra el novembre, va passar un temps a Austràlia i després va viatjar a Fiji. Hi havia algun dubte sobre si podria entrar a Fiji, ja que només tenia 18 anys i el règim colonial de Fiji preveia la prohibició de persones menors de 19 anys al país com a precaució contra la introducció de la poliomielitis.
Huston i Simmons van escapar per poc en un accident a Fiji quan el seu cotxe va bolcar.
El gruix del rodatge a Fiji va tenir lloc a les illes Yasawa. Les tempestes van provocar un retard de tres mesos.

## Recepció
La pel·lícula va ser la setena pel·lícula més popular a la taquilla britànica el 1949.

## Altres versions i seqüeles
- La pel·lícula es va tornar a rodar el 1980 protagonitzada per Brooke Shields i Christopher Atkins. La versió actualitzada d'El llac blau, dirigida per Randal Kleiser, incloïa nuesa i contingut sexual, encara que no tant com al llibre.
- La versió actualitzada va ser seguida el 1991 amb la seqüela Retorn al Llac Blau, protagonitzada per Milla Jovovich i Brian Krause. Tot i que la seqüela té una gran semblança amb la pel·lícula de 1980, té poca semblança amb la segona novel·la de Stacpoole, The Garden of God. Els comerciants buscadors de perles no apareixen a la novel·la original de Stacpoole. Tanmateix, a la tercera novel·la de Stacpoole, The Gates of Morning, una parella de mariners ataquen a les persones d'una illa propera per les perles després de veure una dona que duia un ornament de pèl de doble perla, com ho fa Emmaline a la pel·lícula del 1949.
- El 2012 es va fer un "remake contemporani" de The Blue Lagoon per a televisió. Anomenat Blue Lagoon: The Awakening, representa dos adolescents contemporanis (interpretats per Indiana Evans (Emmaline Robinson) i Brenton Thwaites (Dean McCullen)). El protagonista masculí de la pel·lícula de 1980, Christopher Atkins, apareix en aquesta pel·lícula com un dels professors del viatge en vaixell on Emma i Dean es perden al mar i acaben en una illa.